# Macromalon orientale
Macromalon orientale là một loài tò vò trong họ Ichneumonidae.